# Totschläger
Ein Totschläger (manchmal auch Todesschläger genannt) ist ein mit einem Gewicht gefüllter Beutel aus Stoff. Dies kann z. B. eine Eisenkugel in einem Strumpf sein. Einsatz als Werkzeug findet er bei der Fischerei, um die gefangenen Fische zu betäuben. Totschläger fallen unter die Schlagwaffen, da sie bei ihrer Verwendung nicht in den Körper eindringen.
Für den Gebrauch an größeren Tieren gedachte Totschläger sind meist aus Leder gefertigt und manchmal mit Glasfasern verstärkt. Sie bestehen aus einer Lederschlaufe als Handgriff, an dessen einem Ende sich eine ins Leder eingenähte etwa golfballgroße, meist bleierne Metallkugel befindet.
Totschläger sind nach dem Recht Deutschlands verbotene Waffen im Sinne des Waffengesetzes (WaffG). Dies ergibt sich aus § 2 in Verbindung mit Anlage 2 Abschnitt 1 Nummer 1.3.2 WaffG. Die Rechtsprechung definiert Totschläger als „biegsame, an einem Ende beschwerte Schlaggeräte, die die menschliche Hiebenergie durch Schleuderbewegung zu einer erheblichen, zielbaren Bewegungs- und Auftreffenergie potenzieren“. Anlage 2 Abschnitt 1 Nummer 1.3.2 Allgemeine Verwaltungsvorschrift zum Waffengesetz (WaffVwV) definiert: „Totschläger sind biegsame Gegenstände wie Gummischläuche, Riemen und Stricke, bei denen zumindest ein Ende durch Metall bzw. durch gleich hartes Material beschwert ist. Die Biegsamkeit ist wie bei der Stahlrute wesentliches Kriterium, da nur dadurch die beabsichtigte Verstärkung der Schlagwirkung gewährleistet wird. Mit Sand gefüllte Ledersäckchen sind nur als Hiebwaffen anzusehen, nicht aber als Totschläger.“ Diese Rechtsgrundlage führte im Jahre 2020 dazu, dass das Bundeskriminalamt einen Klopfmassage-Stab der Firma Tchibo als eine verbotene Waffe einstufte.
Schläge auf den Schädel können durch den Peitscheneffekt, bei dem das Endgewicht kurzzeitig eine deutlich erhöhte Geschwindigkeit erreicht, schwerste Verletzungen bis hin zu einem Aufplatzen des Schädels verursachen.